# Collegio uninominale Lombardia 1 - 13
Il collegio elettorale uninominale Lombardia 1 - 13 è stato un collegio elettorale uninominale della Repubblica Italiana per l'elezione della Camera tra il 2017 ed il 2022.

## Territorio
Come previsto dalla legge elettorale italiana del 2017, il collegio era stato definito tramite decreto legislativo all'interno della circoscrizione Lombardia 1.
Era formato da parte del territorio del comune di Milano, ovvero le zone orientali limitrofe al centro città (Porta Romana, Città Studi, Loreto).
Il collegio era parte del collegio plurinominale Lombardia 1 - 03.

## Eletti
| Elezione | Elezione | Deputato        | Gruppo parlamentare |
| -------- | -------- | --------------- | ------------------- |
|          | 2018     | Lia Quartapelle | Partito Democratico |

## Dati elettorali

### XVIII legislatura
Come previsto dalla legge elettorale, 232 deputati erano eletti con sistema a maggioranza relativa in altrettanti collegi uninominali a turno unico.
| Candidati              | Candidati                 | Voti    | %     | Liste                           | Voti    | %     |
| ---------------------- | ------------------------- | ------- | ----- | ------------------------------- | ------- | ----- |
|                        | Lia Quartapelle ✔️ Eletto | 52 242  | 41,32 | Partito Democratico             | 36 655  | 28,99 |
| +Europa                | Lia Quartapelle ✔️ Eletto | 52 242  | 41,32 | 13 647                          | 10,79   |       |
| Italia Europa Insieme  | Lia Quartapelle ✔️ Eletto | 52 242  | 41,32 | 1 275                           | 1,01    |       |
| Civica Popolare        | Lia Quartapelle ✔️ Eletto | 52 242  | 41,32 | 665                             | 0,53    |       |
|                        | Laura Molteni             | 44 376  | 35,10 | Forza Italia                    | 18 820  | 14,89 |
| Lega                   | Laura Molteni             | 44 376  | 35,10 | 18 161                          | 14,37   |       |
| Fratelli d'Italia      | Laura Molteni             | 44 376  | 35,10 | 5 911                           | 4,68    |       |
| Noi con l'Italia - UDC | Laura Molteni             | 44 376  | 35,10 | 1 484                           | 1,17    |       |
|                        | Melissa Tocchet           | 19 144  | 15,14 | Movimento 5 Stelle              | 19 144  | 15,14 |
|                        | Alessandro Papale         | 6 198   | 4,90  | Liberi e Uguali                 | 6 198   | 4,90  |
|                        | Davide Bonfante           | 1 929   | 1,53  | Potere al Popolo!               | 1 929   | 1,53  |
|                        | Alessandra Brusoni        | 715     | 0,57  | CasaPound                       | 715     | 0,57  |
|                        | Matteo Flora              | 517     | 0,41  | 10 Volte Meglio                 | 517     | 0,41  |
|                        | Barbara Strappelli        | 440     | 0,35  | Italia agli Italiani            | 440     | 0,35  |
|                        | Silvia Avanza             | 406     | 0,32  | Il Popolo della Famiglia        | 406     | 0,32  |
|                        | Luca Prini                | 294     | 0,23  | Per una Sinistra Rivoluzionaria | 294     | 0,23  |
|                        | Matteo Iovine             | 159     | 0,13  | PRI - ALA                       | 159     | 0,13  |
| Totale                 | Totale                    | 126 420 | 100   |                                 | 126 420 | 100   |
|                        |                           |         |       |                                 |         |       |
| Voti non validi        | Voti non validi           | 2 803   | 2,17  |                                 |         |       |
| Votanti                | Votanti                   | 129 223 | 74,72 |                                 |         |       |
| Elettori               | Elettori                  | 172 932 |       |                                 |         |       |